# Wikipedia în cebuană
Wikipedia în cebuană (în Format:Ceb) este versiunea în limba cebuană a Wikipediei, și se află în prezent pe locul 11 în topul Wikipediilor, după numărul de articole. Are peste 1 000 000 de articole, fiind una dintre cele 12 Wikipedii care au peste 1 milion de articole.

## Istoric
Wikipedia în cebuană, Ang Gawasnong Ensiklopedya, a fost propusă în 2005 și lansată pe data de 22 iunie din același an. Împreună cu Wikipedia în waray-waray și wikipedia în tagalog, cele trei sunt cele mai mari Wikipedii în limbile filipineze. 
Pe 16 iulie 2014 a fost creat articolul 1 000 000. Majoritatea articolelor au fost create cu ajutorul boților, în special cu Lsjbot.